# Pierszamajskaja
Pierszamajskaja (biał. Першамайская; ros. Первомайская, Pierwomajskaja) – stacja mińskiego metra położona na linii Autazawodskiej. Jedna stacja w metrze w Mińsku gdzie platformie w pozycji bocznej. Znajduje się między stacjami "Kupałauskaja" i "Praletarskaja". Otwarta została w dniu 28 maja 1991 roku. 

## Galeria

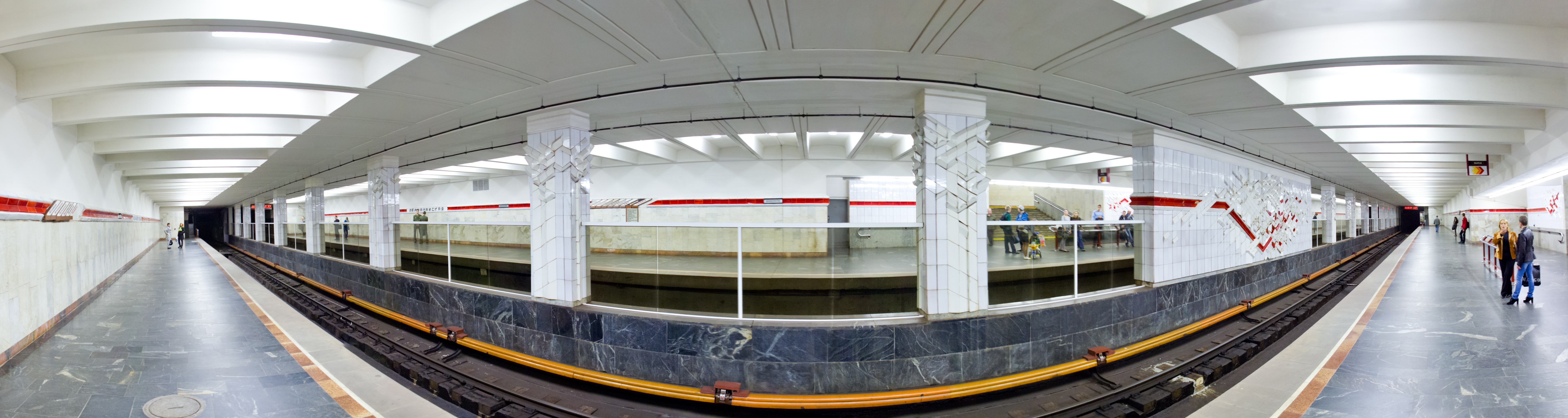
Panorama
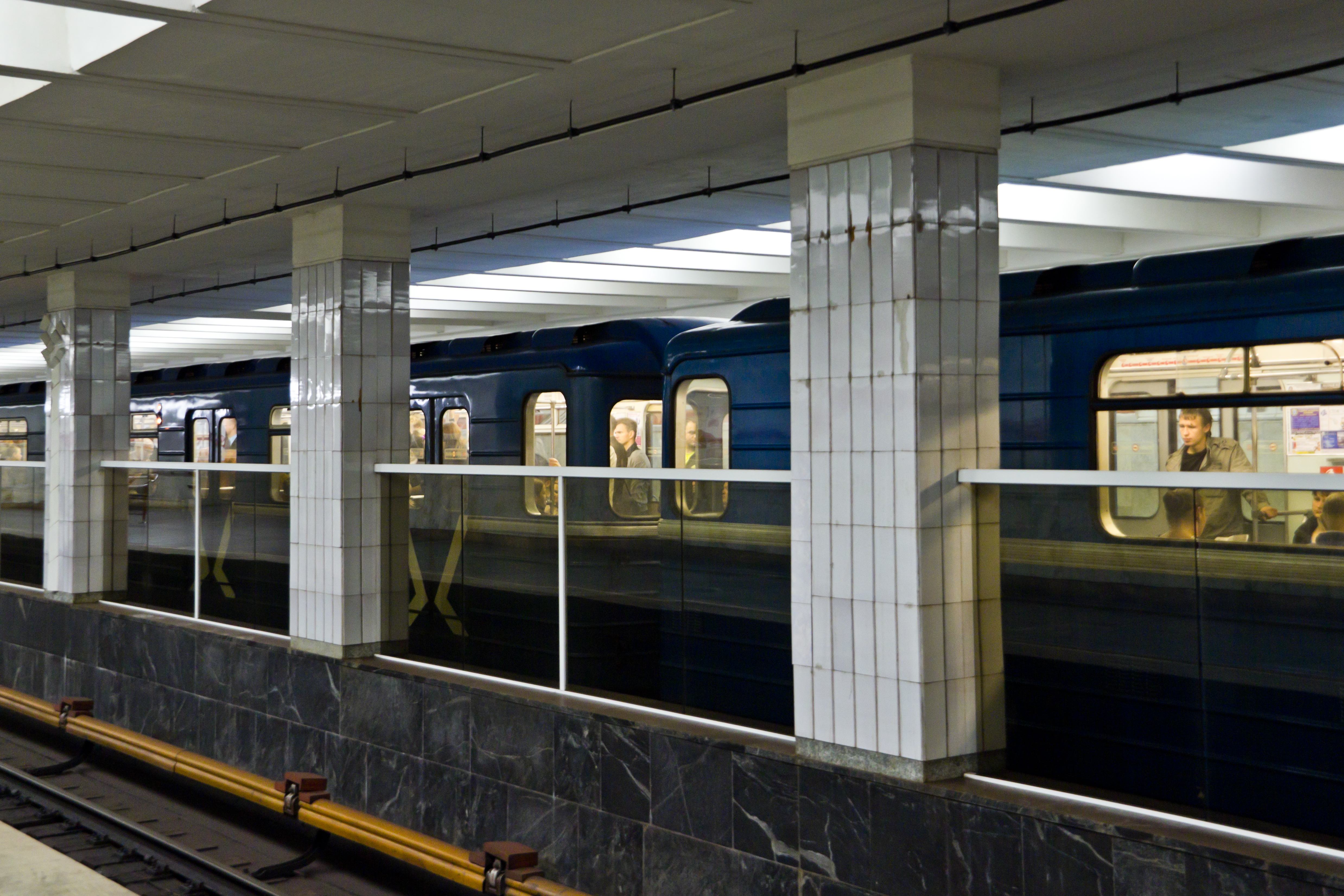
Kolumny między torami
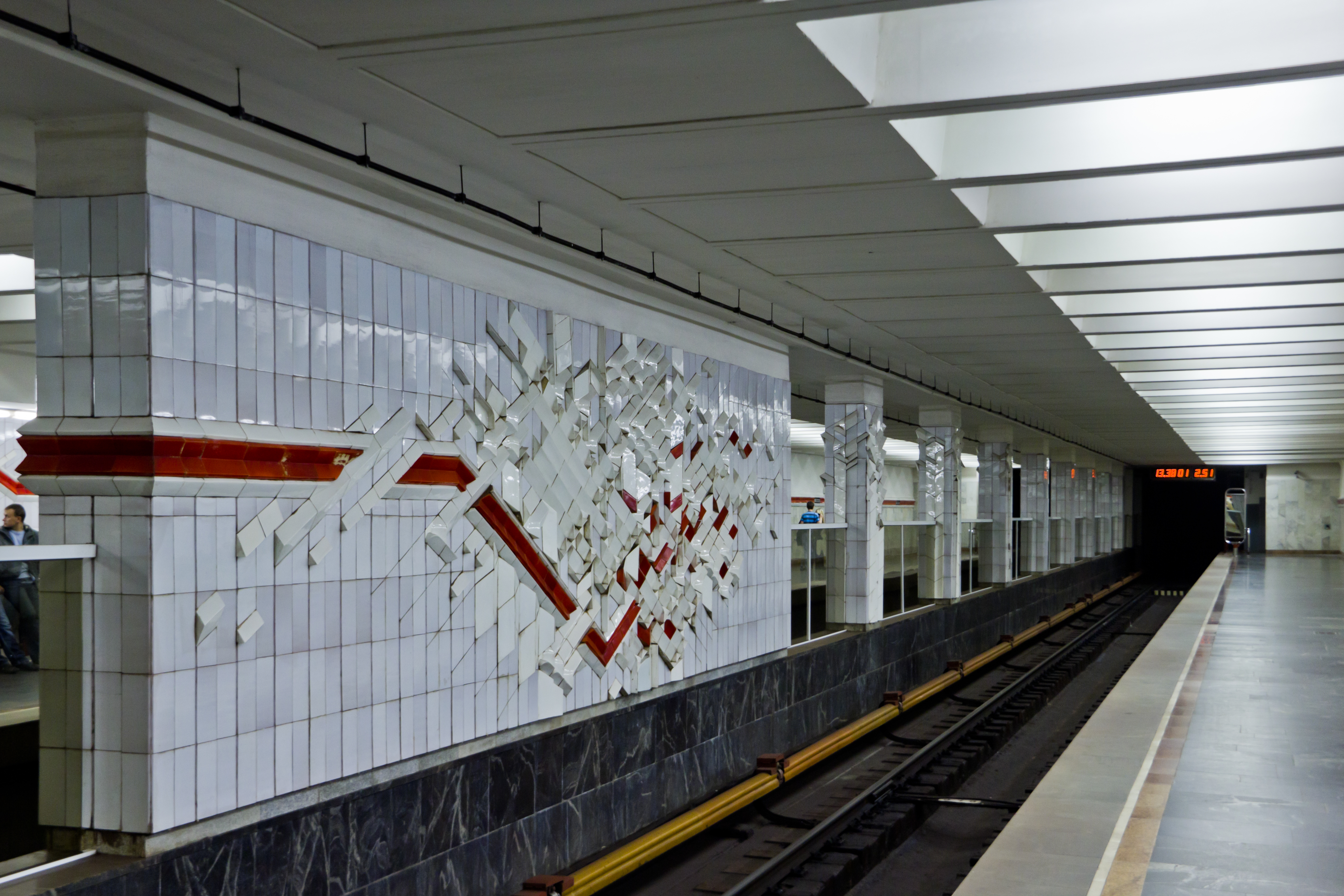
Путь в сторону «Praletarskiej»
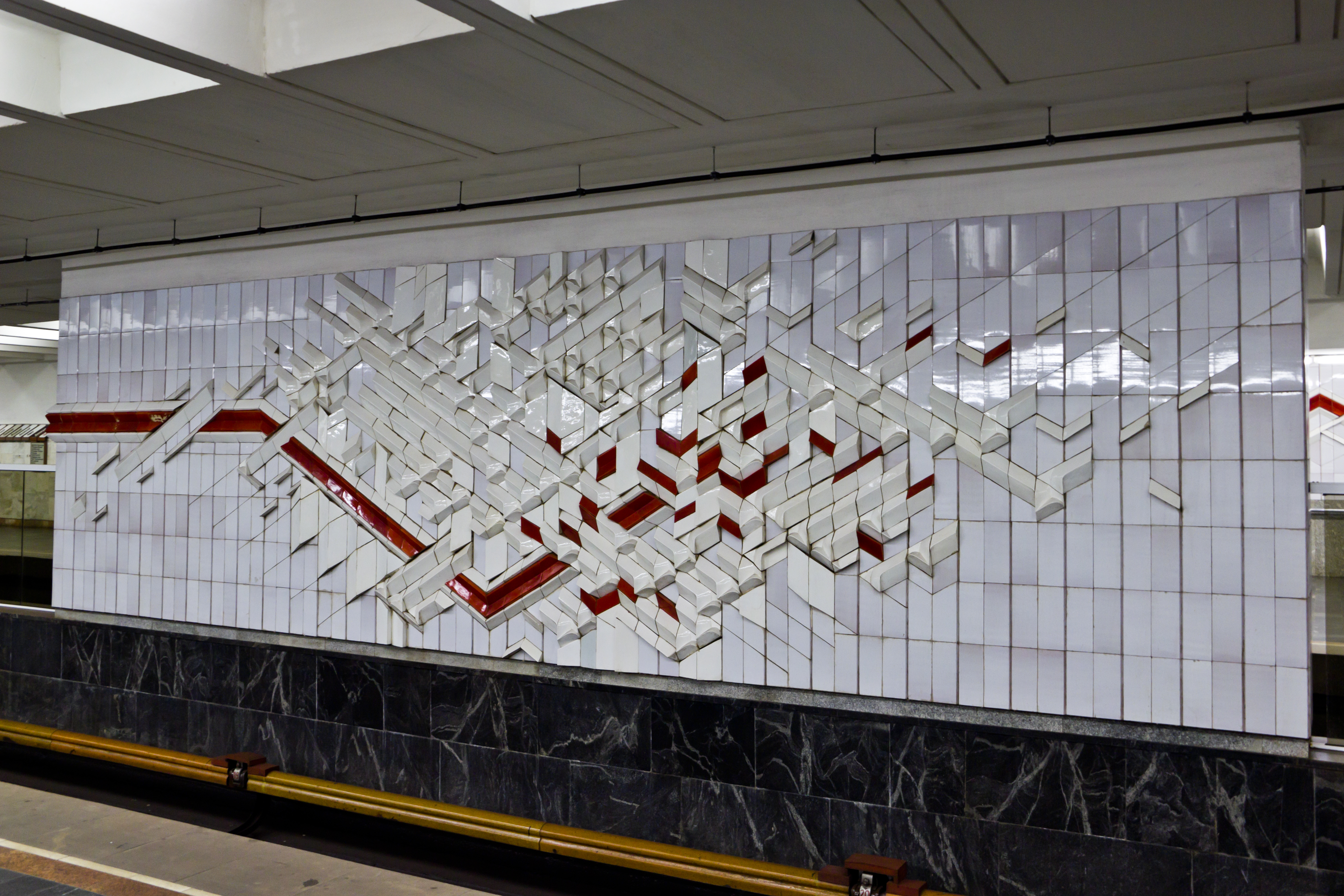
Panele w środku stacji
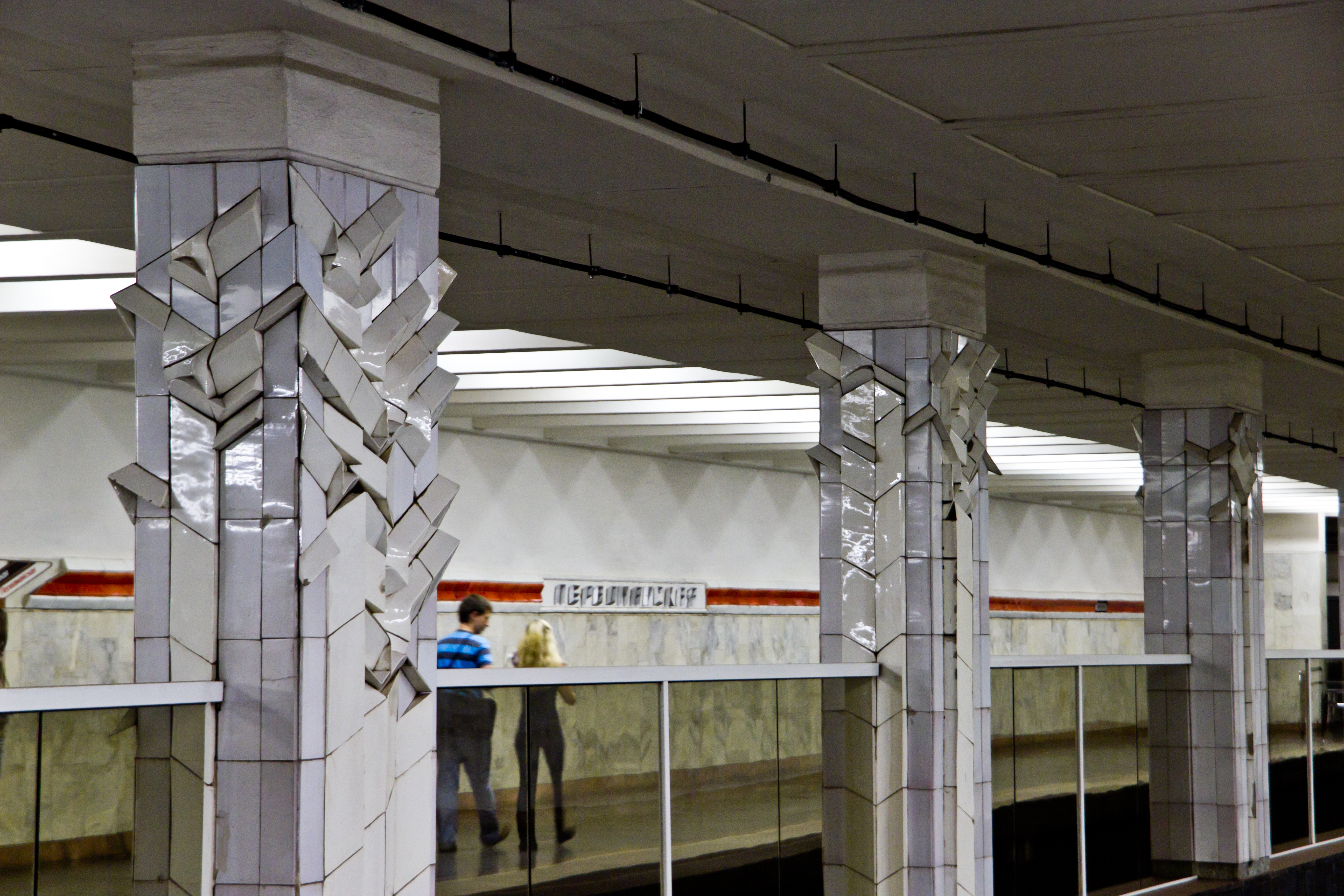
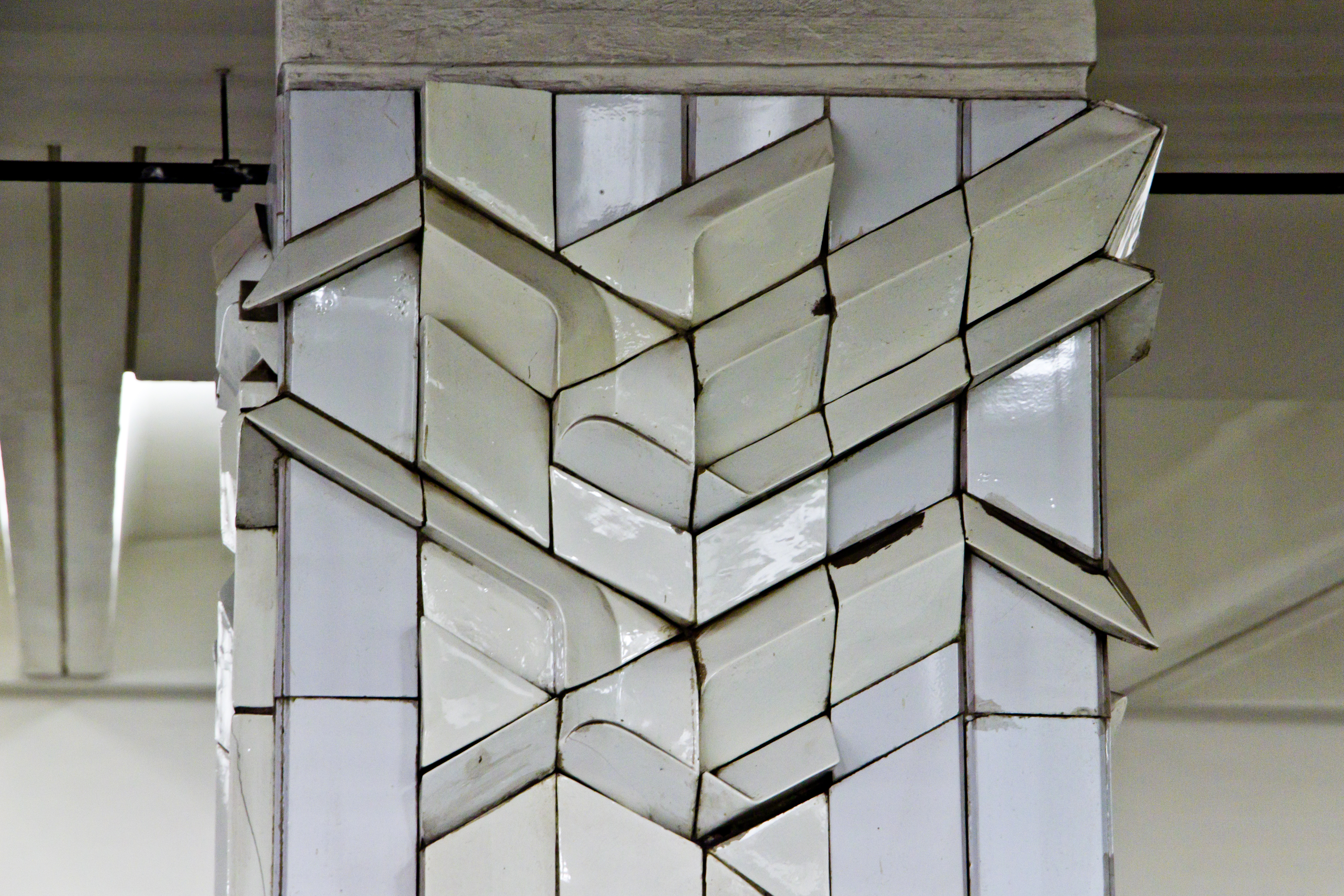
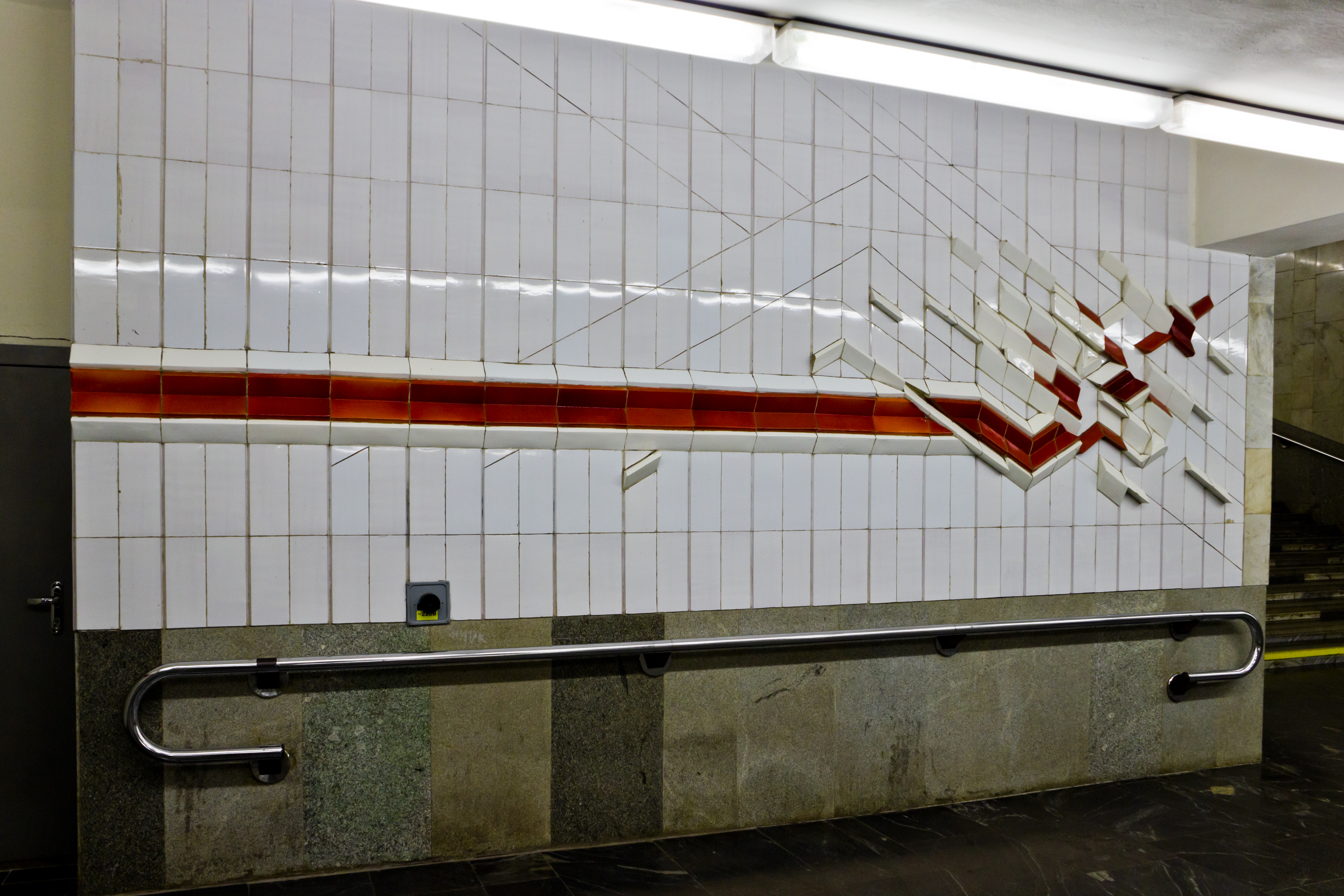
Panel przy wjeździe do miasta